# Miradouro do Cabouco

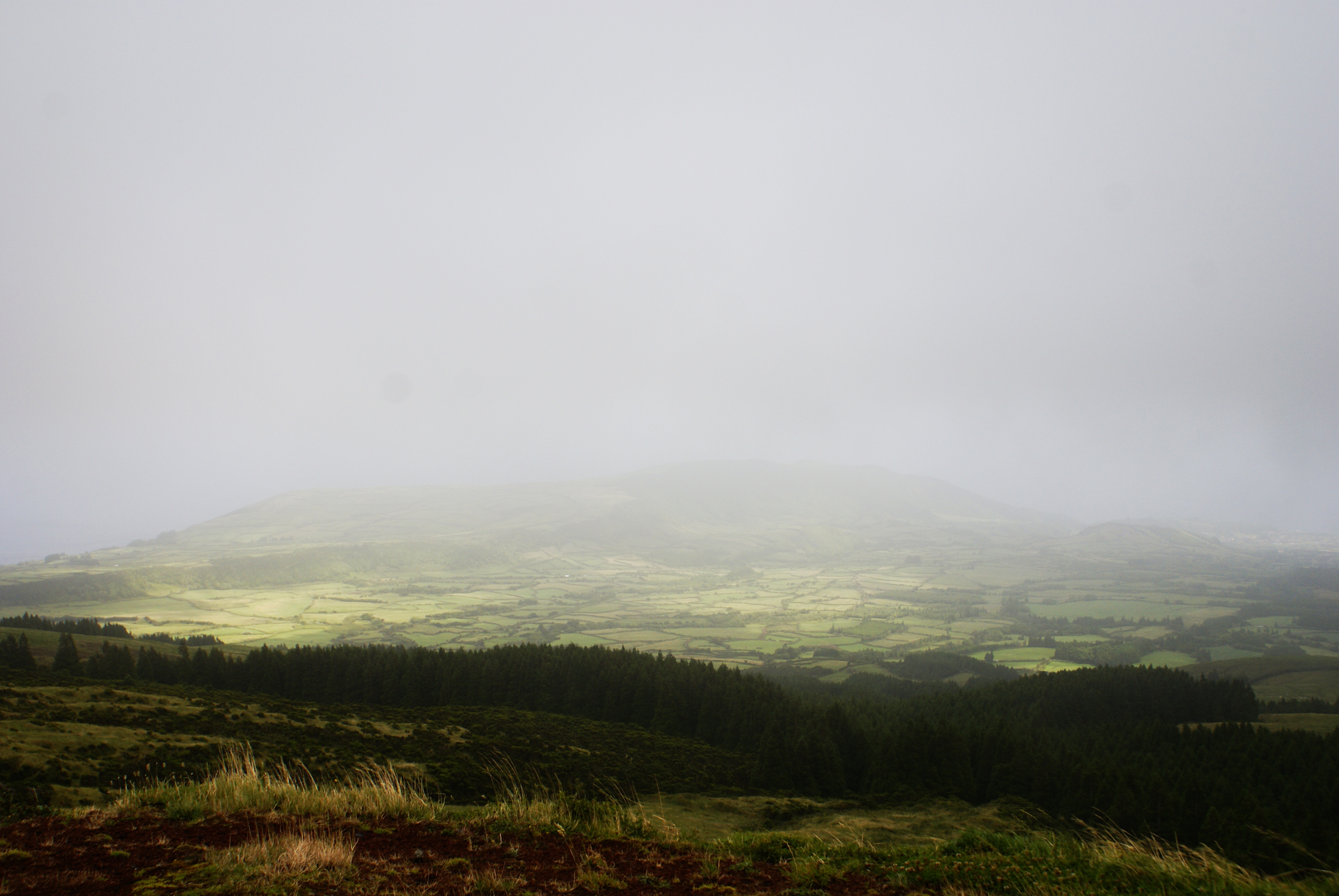
Miradouro do Cabouco, as brumas descem a serra.

O Miradouro do Cabouco é um miradouro português localizado no Alto do Cabouco, concelho da Horta, ilha do Faial, Arquipélago dos Açores.
Este miradouro oferece uma magnifica vista sobre parte importante do interior da ilha do Faial e localiza-se a 918 metros de altitude acima do nível do mar, próximo ao vulcão central da ilha do Faial, que tem o seu ponto mais elevado no Cabeço Gordo que se eleva a 1043 metros de altitude acima do nível do mar. 